# Blámansfjall
Blámansfjall è una montagna alta 790 metri sul mare situata sull'isola di Eysturoy, la seconda isola per grandezza dell'arcipelago delle Isole Fær Øer, in Danimarca.
È l'undicesima montagna, per altezza, dell'intero arcipelago, e la quarta, sempre per altezza, dell'isola.

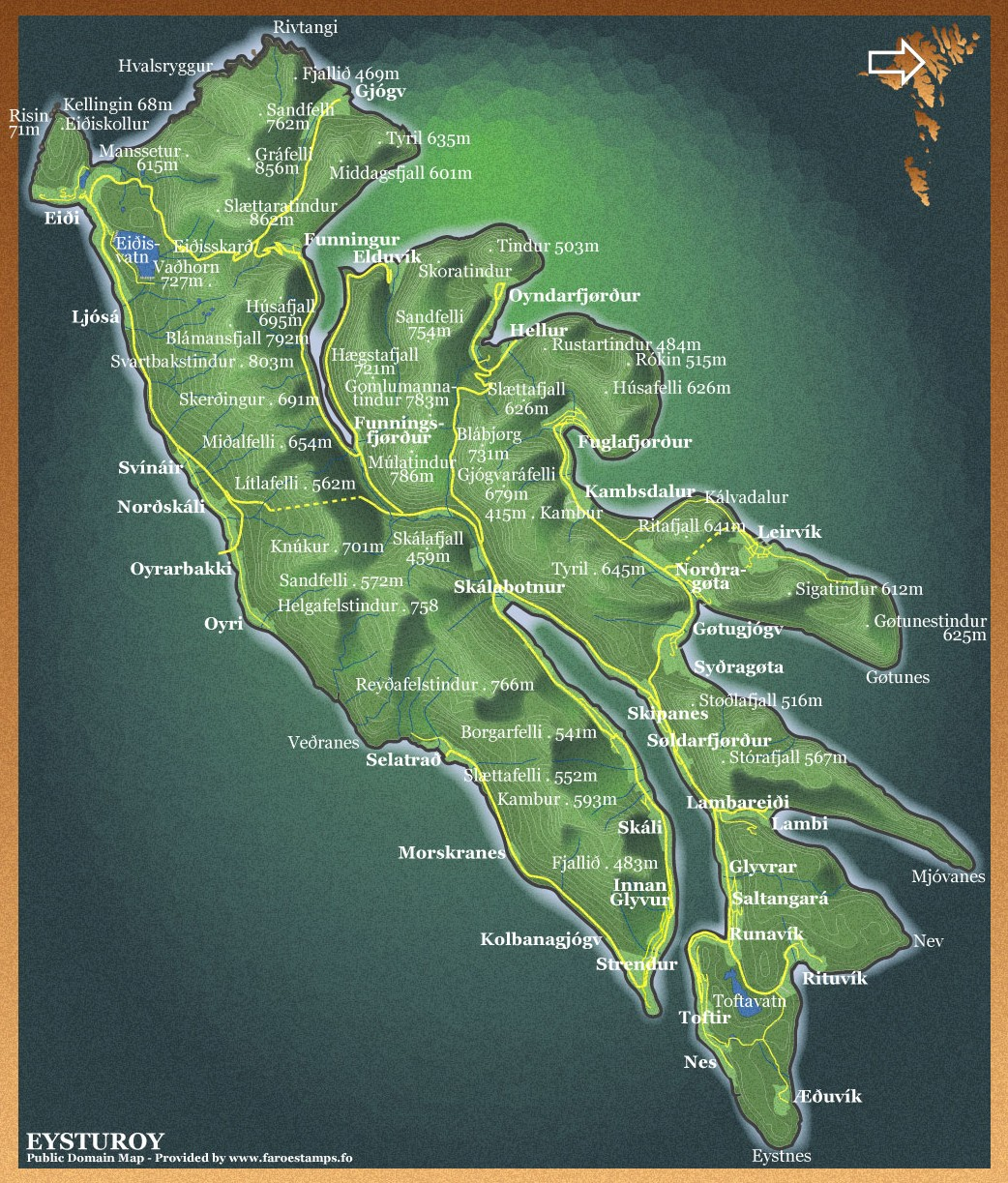
Isola di Eysturoy, mappa delle località e delle alture

Nella mappa dell'isola è riportata un'altezza di 792 metri.